# Малая Белая (приток Белой, притока Чарыша)
Малая Белая — река в России, протекает по Змеиногорскому району Алтайского края. Устье реки находится в 88 км от устья Белой по левому берегу. Длина реки составляет 27 км. В 13 км от устья впадает левый приток Глубочанка.

## Данные водного реестра
По данным государственного водного реестра России относится к Верхнеобскому бассейновому округу, водохозяйственный участок реки — Обь от слияния рек Бия и Катунь до города Барнаул, без реки Алей, речной подбассейн реки — бассейны притоков (Верхней) Оби до впадения Томи. Речной бассейн реки — (Верхняя) Обь до впадения Иртыша.